# Josef Anton Riedel

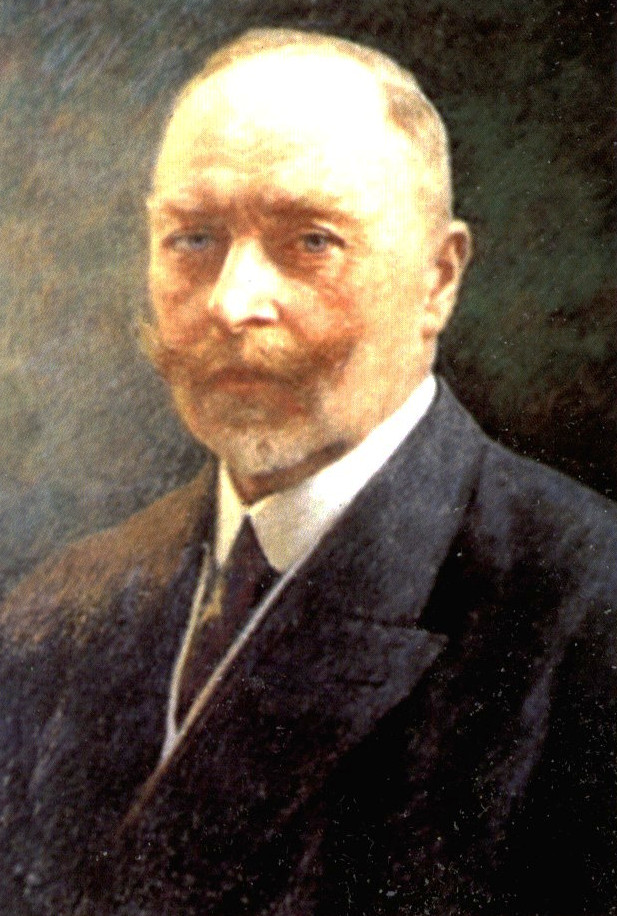
Josef Anton Riedel, ca. 1910

Josef Anton Riedel, auch Josef Riedel der Jüngere (* 20. April 1862 in Kořenov, damals Polaun; † 20. Januar 1924 in Tiefenbach, heute Ortsteil Desná II – Potočná der Gemeinde Desná), war ein böhmischer Chemiker und Unternehmer. Er stammte aus der gleichnamigen Glasmacher-Familie und übernahm nach dem Tod seines Vaters 1894 das Unternehmen, aus dem die heutige Firma Riedel Glas hervorging. Er leitete es bis zu seinem eigenen Tod 1924.

## Leben
Josef Anton Riedel d. J. stammt aus der zweiten Ehe des Josef Riedel der Ältere mit Johanna geb. Neuwinger. Er studierte in Dresden und an der École de Chemie in Mülhausen. Seine Hochschulbildung ermöglichte ihm zahlreiche neue Verfahren der Glasherstellung zu entwickeln und zu Patenten anzumelden. Er errichtete auch das erste Glaslabor in Nordböhmen.
Als er 32 Jahre war, starb sein Vater und er übernahm als Siebter der Generationsfolge das Lebenswerk seines Vaters. Neben der Glaserzeugung für den häuslichen Bedarf entwickelte Riedel zahlreiche Anwendungen für Glas im technischen Bereich. Unter seiner Leitung entstanden sog. Anlauffarben. Dabei ging z. B. ein Brillantgelb in ein Sattgelb und ein Boraxrosa in ein Karneol über. In der hauseigenen Bronzefabrik gelang es, niedrig schmelzende Metalle auf Glas aufzuspritzen.
Diese Neuentwicklungen kamen genau richtig für die Bestückung der damals aufkommenden farbigen Verkehrsampeln, der Rückstrahler für Fahrzeuge (Katzenaugen), wasserdichte Straßenlampen, Isolatoren für Hochspannungsleitungen u. v. a. m. Aber auch auf dem Kerngebiet der Glasmacherei, dem Gebrauchsglas, erzielte er bahnbrechende technische Neuerungen: nach zehnjähriger Entwicklungszeit gelang die Herstellung einer Maschine, um die Produktion von Glasstäben und Glasröhren zu mechanisieren. Zuvor mussten sogenannte Springer in den bis zu 200 m langen Ziehgängen das zähelastische Glas in die Länge ziehen. Auch das Einfädeln der Perlen übernahm eine Maschine. Die Verbesserung der Schmelzperlenerzeugung im Rocailleverfahren brachte Polaun eine weltweit führende Stellung.
Ein großes Absatzgebiet für die nordböhmische Glasindustrie war Indien. Hunderttausende von bunten Glasreifen wurden allein für Indien hergestellt. Die Eröffnung des Suezkanals im Jahre 1869 verkürzte den Seeweg nach Indien um 10.000 km und begünstigte den Transport dorthin. So beschäftigte Riedel um die Jahrhundertwende allein 400 Glasmacher. Hinzu kamen – teils in der Umgebung – etwa 6000 Glasbläser und 20.000 Heimarbeiter in der Grenzregion um Gablonz.
Nach seinem Tod 1924 übernahm sein Enkel Walter Riedel die Leitung des Unternehmens.

## Soziales Engagement und Ehrungen
Viele Glasarbeiter waren in der damaligen Zeit lungenkrank. Riedel stiftete 1904 am Bezirkskrankenhaus in Tannwald (Böhmen) eine Lungenheilstätte. Zusammen mit einem Schüler des bekannten Chirurgen Prof. Theodor Billroth, Dr. Schwertassek, wurden erhebliche Fortschritte in der Differenzierung zwischen Tuberkulose und Silikose (Staublunge) erzielt, was erhebliche Konsequenzen für die ganz unterschiedliche Therapie nach sich zog. Er ließ Arbeiterwohnungen nach den neuesten hygienischen Fortschritten errichten.
1888 erhielt er von Kaiser Franz Josef das Ritterkreuz des Franz-Joseph-Ordens.